# Réserve de vie sauvage du Vercors
Ne pas confondre avec la réserve naturelle nationale des hauts plateaux du Vercors.
 (décembre 2019).
La réserve de vie sauvage du Vercors est un espace naturel privé, située dans le massif du Vercors (Drôme), géré comme une réserve naturelle dédiée à la vie sauvage.

## Description
Le site, qui s'étend sur 490 hectares d'un seul tenant, comprend plusieurs bâtiments :
- une maison traditionnelle drômoise de 300 m2 ;
- un chalet d'environ 50 m2 ;
- une ancienne grange de 800 m2.

## Historique

### Rachat des terres
L'Association pour la protection des animaux sauvages (ASPAS) décide en octobre 2018 de racheter le domaine de Valfanjouse qui comprend un enclos de chasse de 200 hectares où étaient organisés des safaris privés,.
Les bâtiments étaient, jusqu'à la fin du bail de chasse en décembre 2018, utilisés pour recevoir les chasseurs,.
L'association concrétise l'achat de ce terrain le 27 novembre 2019 pour 2 300 000 euros grâce notamment au financement participatif.
Des travaux restent à réaliser avant que le site ne devienne effectivement une réserve de vie sauvage, notamment, :
- l'organisation et le panneautage du site,
- la pose de caméras-piège sur le terrain et de caméras sur les bâtiments,
- la formation de sentinelles bénévoles et de gardes assermentés,
- le transfert vers d'autres sites des espèces exogènes (telles le cerf sika) qui avaient été introduites dans l'ancien enclos pour être chassées,
- l'obtention des autorisations administratives de retirer les clôtures de cet enclos.

## Géographie
La zone se compose d'une forêt ancienne avec de nombreuses essences d'arbres et d'arbustes typiques de l'étage montagnard, dont plusieurs arbres remarquables, de falaises et de quelques prairies calcicoles accueillant des orchidées et des papillons.
Plusieurs sources, une rivière et des ruisseaux alimentent des mares et des étangs.

## Vie sauvage
Ce site comporte entre autres des cerfs, loups, aigles, gypaètes, vautours fauves et moines, sangliers, renards, mustélidés, libellules... ,.

## Gestion et administration
L'espace est une propriété de l'ASPAS, qui considère qu'elle correspond à une zone de catégorie Ib (zone de nature sauvage) de l'Union internationale pour la conservation de la nature, soit la seconde catégorie de sa classification des aire protégée définissant le degré d'intervention humaine. Elle ne jouit cependant d'aucune reconnaissance officielle dans le droit français ou international.
Cette zone de 490 hectares est en libre évolution et souhaite deveir un exemple de réensauvagement. Seule la balade à pied sur les sentiers balisés y est autorisée<r et la chasse n'y est pas autorisée.
Un gardien loge sur les lieux car le domaine est vaste et nécessite une présence permanente (gestion et surveillance)[source insuffisante].
Elle fera partie des cinq réserves de l'association, les précédentes étant dans l'ordre chronologique celles du Grand Barry (Drôme), des Deux-Lacs (Drôme), du Trégor (Côtes-d'Armor), et du Ranquas.

## Tourisme
Des sentiers pédestres ouverts à tous, sous réserve de respecter la charte de l'association, pour ne pas déranger les animaux et préserver les lieux,.
Des brigades de « sentinelles » formées de bénévoles se baladent régulièrement sur les chemins de la réserve pour traquer les éventuelles enfreintes au règlement (interdiction de la chasse, de la pêche, du bivouac…),.

## Controverses

### Occupation des terres
La mise en place de cette zone suscite l'opposition de nombreux acteurs locaux, notamment d'agriculteurs et de chasseurs qui utilisaient les terres pour leurs activités. Une manifestation contre la création de la "réserve" réunit près d'un millier de personnes à Crest le 21 août 2020.

### Arrêt de la chasse
Dans le documentaire Le Monde opaque des enclos de chasse diffusé en 2021, Hugo Clément, qui avait médiatisé la collecte de fonds pour l'achat des terres, présente comme but premier de la mise en place de la réserve l'arrêt de l'activité de chasse en enclos. Cependant, l'enclos ne représente qu'une partie du territoire (240 sur 490 ha au total) et sa fermeture n'est qu'une conséquence de la mise en place de la réserve.

### Suspicions autour des cervidés
La réserve comporte des cerfs Sika originaires d'Asie qui ont fréquenté des cerfs élaphes, espèce naturellement présente dans la région du Vercors. Les deux espèces ont pu s'hybrider au sein de l'enclos de chasse et si des animaux s'échappaient, comme ce fut le cas début 2022, ils pourraient polluer génétiquement l'espèce indigène. Malgré les annonces de l'ASPAS sur l'absence d'hybridation, la Fédération des chasseurs de la Drôme reste perplexe.